# Brigitte Witzer
Brigitte Witzer (* 25. August 1958 in Homberg) ist eine deutsche Executive Coachin, Autorin und Kunstschaffende.

## Werdegang
Sie wurde am 25. August 1958 in Homberg/Niederrhein geboren als erstes Kind des Anstreichers und Malers Egon Witzer und der Hausfrau Elfriede Witzer, geb. Raabe. Sie lebt und arbeitet in Berlin.
Nach der Einschulung 1965 in Baerl am Niederrhein erfolgte 1977 das Abitur am Städtischen Gymnasium Moers zu Meerfeld. Daran schloss sich ein geisteswissenschaftliches Studium an der Westfälischen Wilhelms-Universität zu Münster in den Fächern Germanistik, Publizistik und Philosophie an, das Brigitte Witzer 1984 erfolgreich abschloss (M.A.). 1992 wurde sie mit der Arbeit „Kommunikation in Konzernen: Konstruktives Menschenbild als Basis neuer Kommunikationsstrukturen“ an der Universität Dortmund zum Dr. phil. promoviert.

### Medienunternehmen als Arbeitgeber
Nach dem Studium begann Brigitte Witzer 1984 als Verlagsmitarbeiterin im Stern-Verlag Janssen & Co. in Düsseldorf. Noch in der Probezeit wechselte sie im Februar 1985 zum Computerbuch-Verlag Data Becker, ebenfalls in Düsseldorf und arbeitete hier zunächst als Redakteurin, übernahm dann die Leitung der Herstellung und schließlich die Rolle der technischen Verlagsleiterin für Bücher, Handbücher und zwei Zeitschriften. Anfang 1989 kündigte sie und machte sich – nach einem kurzen Exkurs als Verlagsleiterin beim Essener Unternehmerverband – mit einem Herstellungsservice für elektronische Druckvorlagen selbstständig. Im Winter 1989 verkaufte sie das Startup und begann am 1. Januar 1990 bei Mohndruck in Gütersloh, einer Bertelsmann-Tochter, zunächst als Assistentin des Vertriebsleiters, dann als Abteilungsleiterin. 1992 wurde sie zur ersten weiblichen Geschäftsführerin in dem Konzern und leitete in dieser Rolle die Bertelsmann Medien-Service GmbH an den Standorten Moskau, Leipzig, Gütersloh und Berlin, bis Ende 1993. Sie kündigte auf eigenen Wunsch.

### Hochschultätigkeit
Im August 1993 erhielt Brigitte Witzer einen Ruf an den Fachbereich Polygraphische Technik (heute: Medien) der HTWK Leipzig (FH) und nahm am 1. Januar 1994 ihre Arbeit als verbeamtete Professorin dort auf. Sie leitete zunächst den Ingenieursstudiengang Verlagsherstellung, gründete dann gemeinsam mit einem Kollegenteam den Studiengang Medientechnik (Dipl.-Ing.), den sie zunächst ebenfalls leitete. 1998 bat sie um Entlassung aus dem Beamtenverhältnis.

### Gesellschaftliches Engagement
Brigitte Witzer ist seit 1991 Mitglied bei Bündnis 90/Die Grünen. 1997 wählte der Kreisverband Leipzig sie als Sprecherin. 1998 wurde sie vom sächsischen Landtag als Sachverständige in den Medienrat der SLM Sächsischen Landesmedienanstalt (SLM) gewählt, den sie nach ihrem Umzug nach Köln 2002 auf eigenen Wunsch verließ. In diesem Jahr wählte der Landtag von Nordrhein-Westfalen sie in den Medienrat der Landesmedienanstalt NRW; sie verließ dieses Gremium noch im gleichen Jahr. 2000/01 vertrat Brigitte Witzer die Mitgliederversammlung der Heinrich-Böll-Stiftung im Aufsichtsrat.

### Selbständig als Executive Coach
Seit 1998 arbeitet Witzer als Executive Coach mit einem eigenen Ansatz, der sich als postheroisch und risikointelligent definiert. 2005 gründete sie das Unternehmen evolutionen – Büro für postheroisches Management GmbH, das einerseits zeitgemäß, andererseits auf ein humanistisches Menschenbild ausgerichtet war. 2017 schließt Brigitte Witzer das Unternehmen, um wieder allein unter ihrem Namen am Markt zu agieren. 2020 gründete sie eine virtuelle Leadership-Akademie, die in Online-Videos auf drei Kursstufen Führungsfragen reflektiert. Kernthemen sind dabei Aufbau von Selbst- und Beziehungskompetenz in komplexen Systemen.

## Publikationen

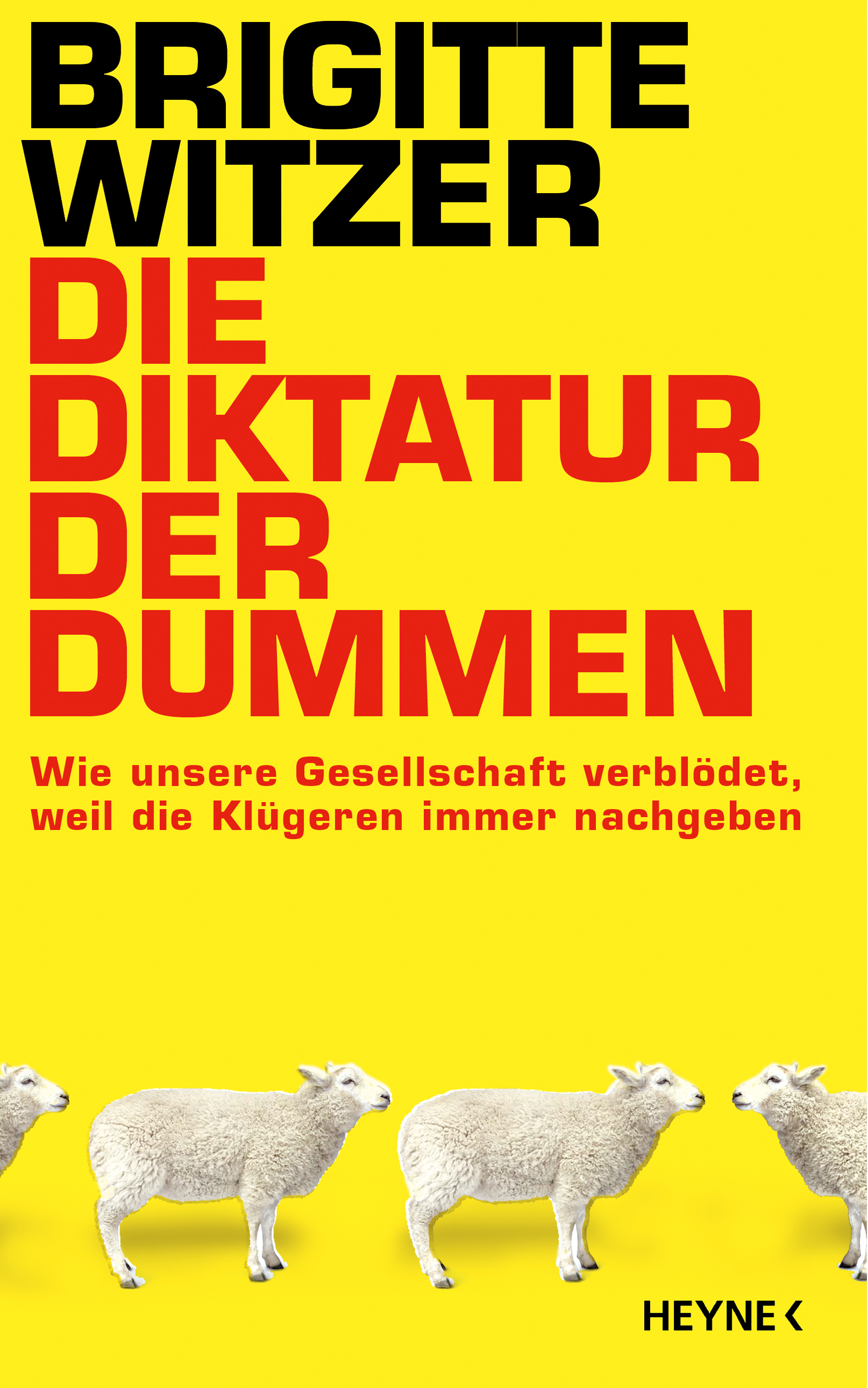

Brigitte Witzer schreibt seit 1992 Sachbücher, darunter
- 2018 Glück Sucht Leben: Die Sucht nach immer mehr und wie wir uns davon befreien können, Ariston-Verlag,  ISBN 978-3-641-15543-8
- 2015 Die Fleißlüge. Warum Frauen im Hamsterrad landen und Männer im Vorstand, Ariston-Verlag, ISBN 978-3-424-20121-5
- 2014 Die Diktatur der Dummen. Wie unsere Gesellschaft verblödet, wenn die Klügeren immer nachgeben, Heyne-Verlag, ISBN 978-3-453-60481-0
- 2011 Risikointelligenz, Econ-Verlag, ISBN 978-3-430-20111-7
- 2005 Die Zeit der Helden ist vorbei. Anleitung für ein postheroisches Management: Führungskunst, Persönlichkeit und Karriere, Redline-Wirtschaft, Edition ManagerMagazin, ISBN 978-3-636-01252-4
- 2002 Duden Satz und Korrektur, Hrsg., Mitautorin, Duden-Verlag, ISBN 978-3-411-70551-1

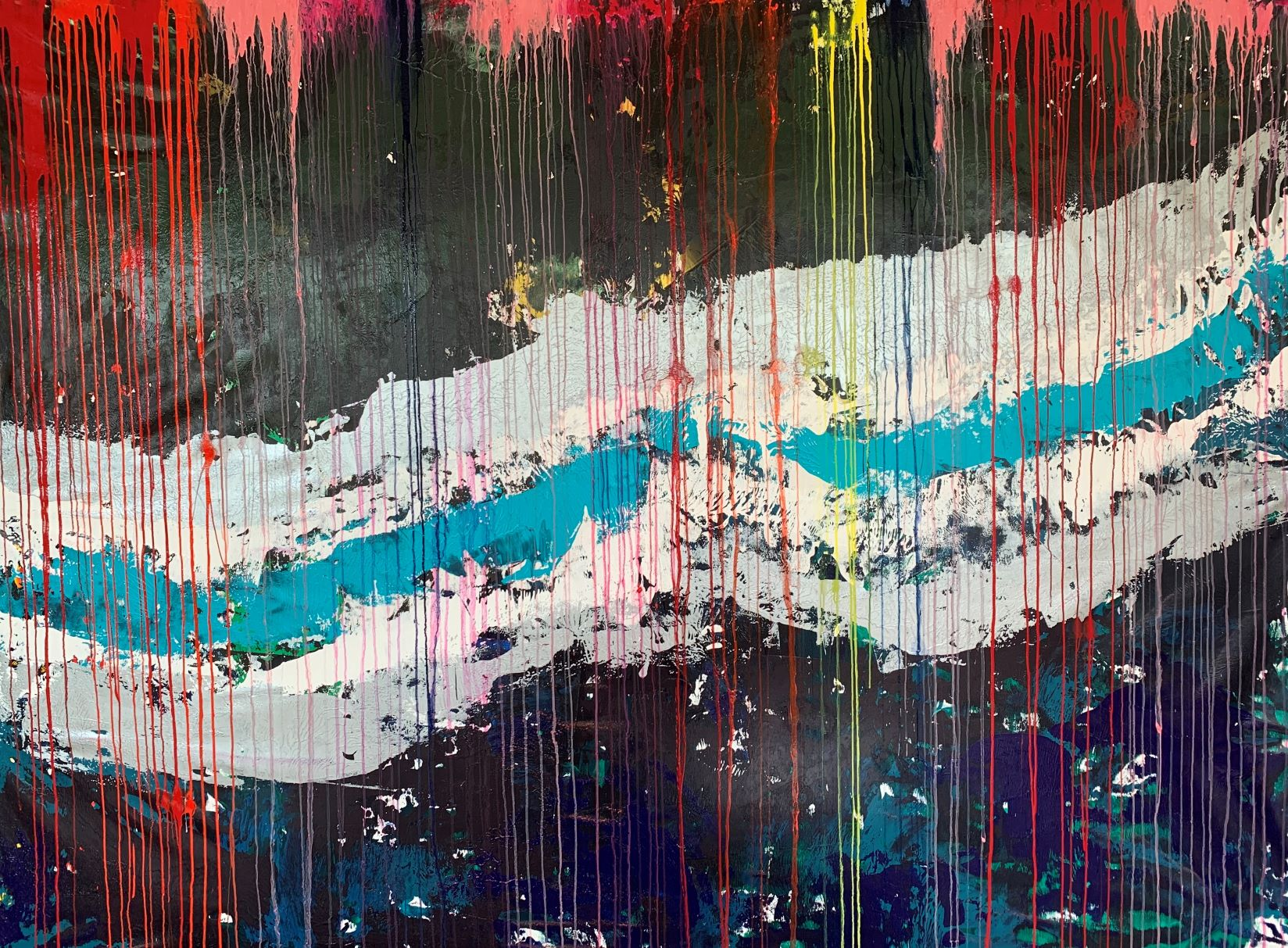
Eisbach (2020)

Als Malerin von 1997 bis 2018 in zahlreichen Kursen geschult, entwickelt sie seither eine eigenständige Technik auf großen Formaten und ist seit 2020 Mitglied im BBK Berlin (Bund bildender Künstler). Ausstellungen u. a. in der Kunsthalle Cloppenburg, im Tannerhof Bayrischzell, sowie Entwicklung von aRT MaCHiNe, einem eigenen Kunst-Event in Berlin.